# Ames, A Coruña
Ames là một đô thị ở Galicia, Tây Ban Nha ở tỉnh A Coruña vơi diện tích 80,55 km²(31,1 mi²), dân số 20.840 (ước năm 2004) và mật độ dân số 258,72 người/km 2(670,1 người/mi²).
| 1900  | 1930  | 1950  | 1981  | 2004   | 2005   | 2006   |
| ----- | ----- | ----- | ----- | ------ | ------ | ------ |
| 7,097 | 7,602 | 9,425 | 9,527 | 20,840 | 22,228 | 23,219 |

Đô thị này nằm ở độ cao 63 m, cách La Coruña 74 km, cách Madrid 642 km. Mã số bưu chính của Ames là 15864, 15875

## Một vài hình ảnh

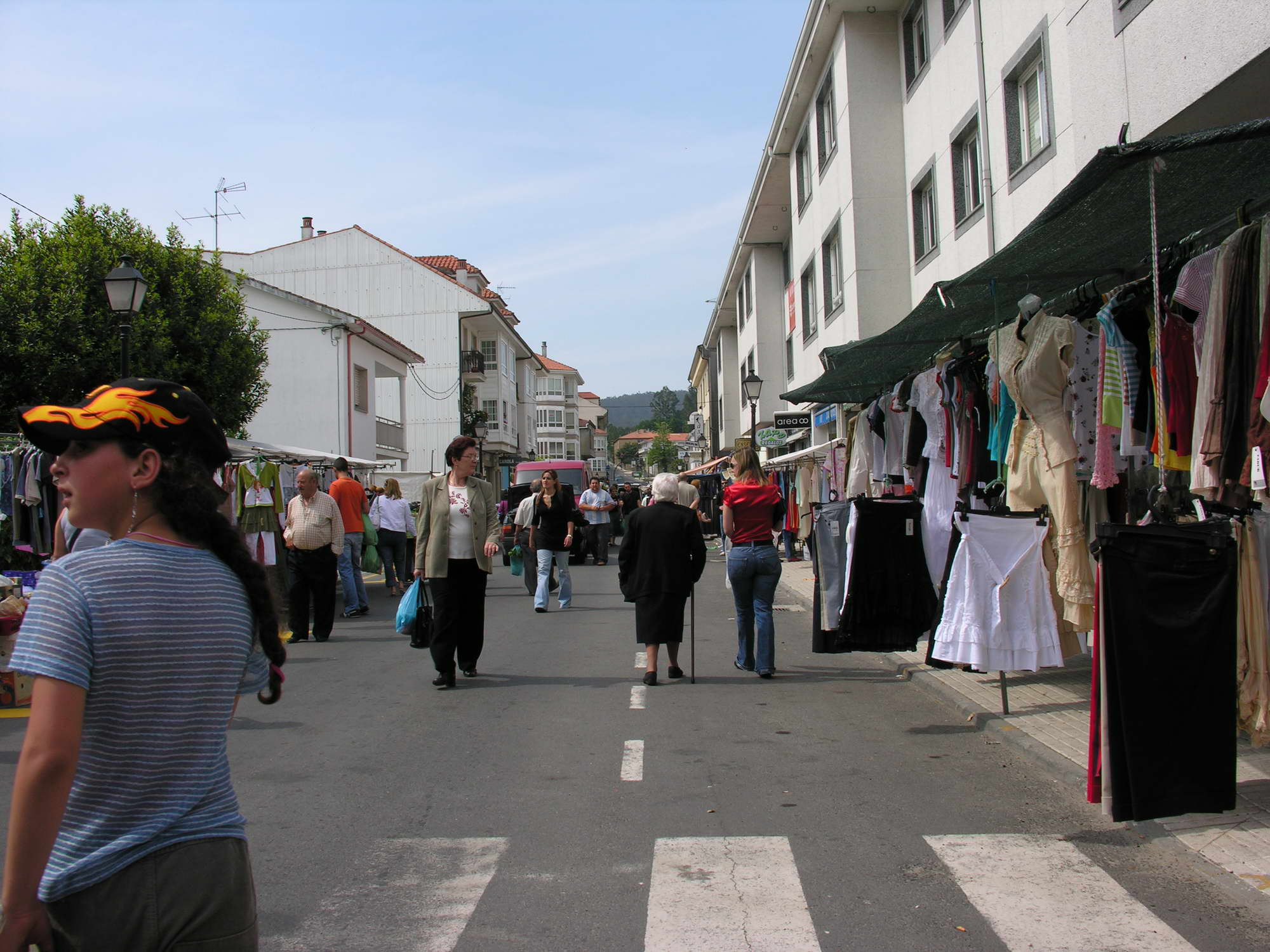
Main street in Bertamiráns, Ames
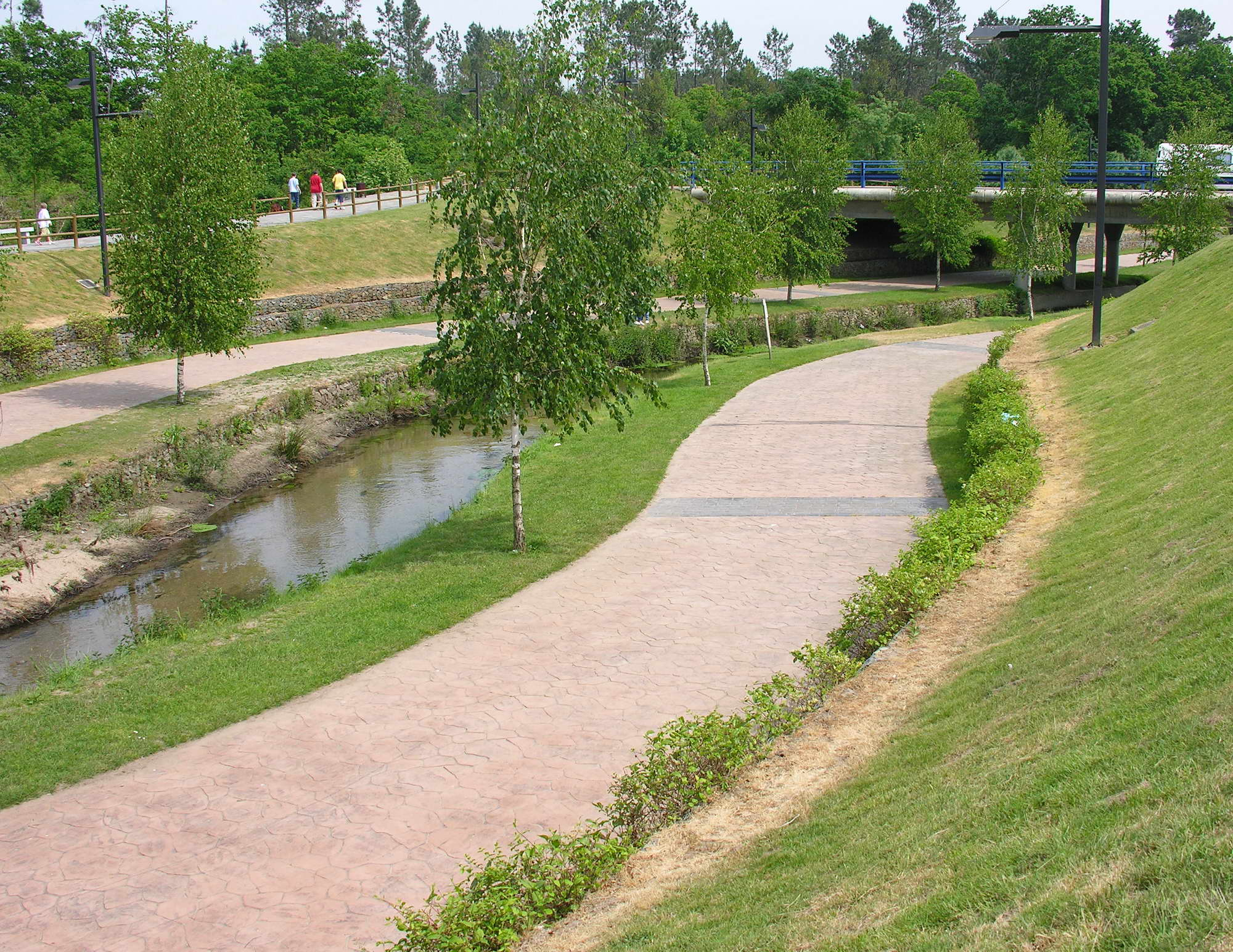
River in Bertamiráns, Ames
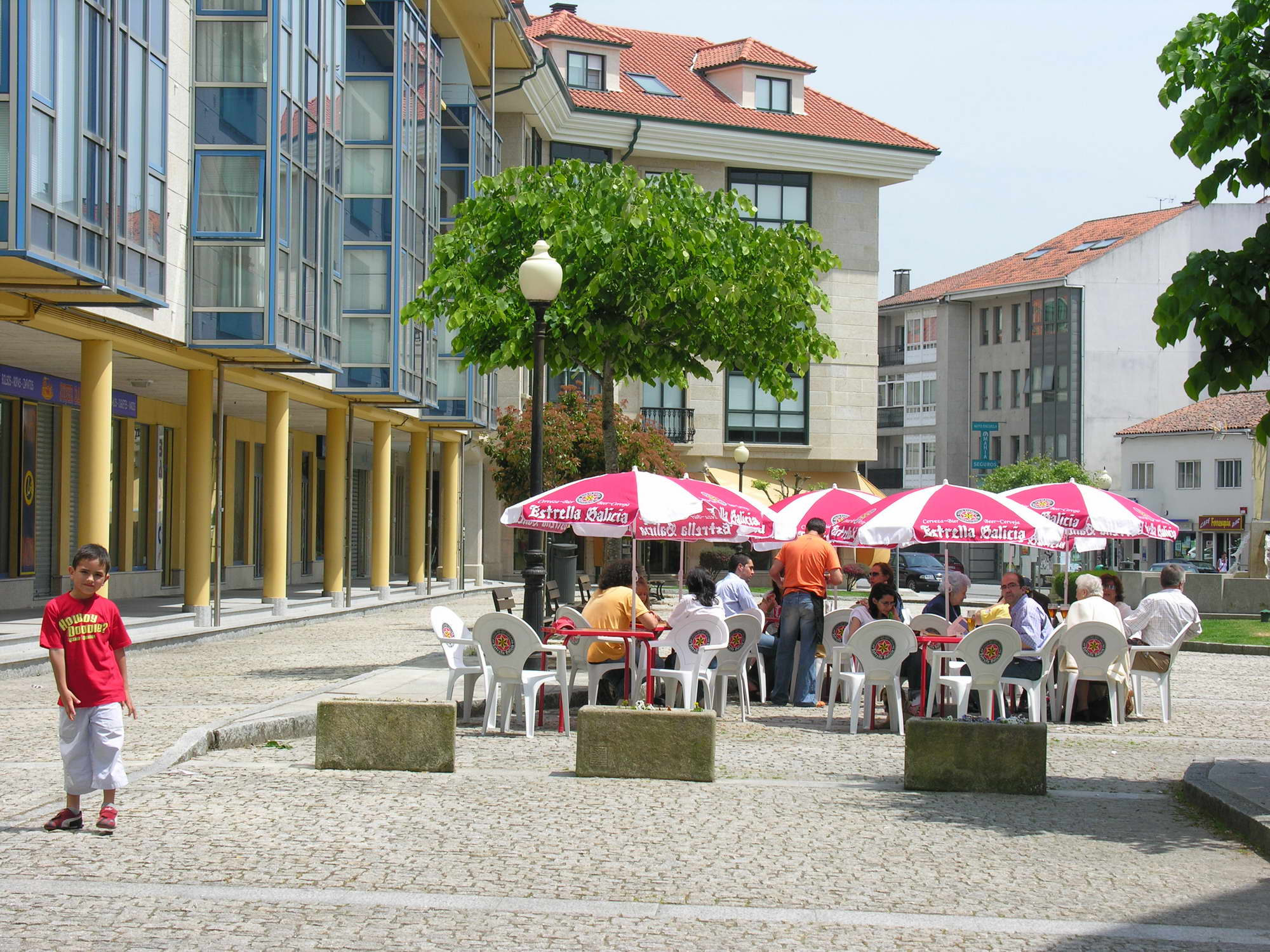
Square in Bertamiráns, Ames

42°54′B 8°38′T / 42,9°B 8,633°T